# Jean-Claude Muller
Jean-Claude Muller (* 8. März 1956 in Ville de Luxembourg) ist ein luxemburgischer Sprachwissenschaftler (Sanskrit) und Kulturwissenschaftler.

## Leben
Nach Abschluss seiner Sekundarschule Lycée classique de Diekirch studierte er Indian Studies in Oxford und in Paris und schloss als Maîtrise ab. Er arbeitete anschließend mehrere Jahre im Informations- und Pressedienst des Staatsministeriums. Von 1997 bis 2001 war er Direktor der Bibliothèque nationale de Luxembourg. Anschließend wurde er zum Koordinator der Bibliotheken in der Großregion ernannt. Unter der Regierung von Bettel-Schneider wurde er dann Kulturberater im Staatsministerium, verantwortlich für die Medaillen und die Memoiren. Er ist Präsident der Association Luxembourgeoise de Généalogie et Heraldique und Präsident des Institut archéologique du Luxembourg.

## Schriften (Auswahl)
- als Herausgeber mit Arnulf Camps: The Sanskrit grammar and manuscripts of Father Heinrich Roth S. J. (1620–1668). Facsimile edition of Biblioteca Nazionale, Rome, Mss. Or. 171 and 172. Leiden 1988, ISBN 90-04-08608-0.
- als Herausgeber: Le pain des européens. Techniques et symboles. Livre-catalogue de l'exposition au Tutesall du 26 août au 1er octobre 1995. Luxemburg 1995, ISBN 2-87961-001-X.
- als Herausgeber: La ville et ses habitants. Aspects généalogiques, héraldiques & emblématiques. Luxemburg 1999, ISBN 2-919919-07-5.
- als Herausgeber mit Richard Laufner: Das Trierer Neubürger-Buch (1570–1617/1639). Holistische und normalisierte Edition des Registers Ta 1/12 im Trierer Stadtarchiv. Luxemburg 2009, ISBN 978-2-919884-21-2.

| Personendaten    | Personendaten                                                              |
| ---------------- | -------------------------------------------------------------------------- |
| NAME             | Muller, Jean-Claude                                                        |
| KURZBESCHREIBUNG | luxemburgischer Sprachwissenschaftler (Sanskrit) und Kulturwissenschaftler |
| GEBURTSDATUM     | 8. März 1956                                                               |
| GEBURTSORT       | Ville de Luxembourg                                                        |